# Naviraí (ort)
Naviraí är en ort i Brasilien.   Den ligger i kommunen Naviraí och delstaten Mato Grosso do Sul, i den södra delen av landet, 1 000 km sydväst om huvudstaden Brasília. Naviraí ligger 366 meter över havet och antalet invånare är 36 452.
Terrängen runt Naviraí är platt.
Omgivningarna runt Naviraí är huvudsakligen savann. Runt Naviraí är det glesbefolkat, med 12 invånare per kvadratkilometer.